# Roberto Irañeta
Roberto Luis Irañeta (Mendoza, 1915. március 21. – 1993) argentin labdarúgócsatár.

## Külső hivatkozások
- FIFA profil Archiválva 2015. február 11-i dátummal a Wayback Machine-ben
- Roberto Irañeta életrajza Archiválva 2014. április 12-i dátummal a Wayback Machine-ben (spanyolul)